# 奥古斯托佩斯塔纳
奥古斯托佩斯塔纳是巴西南大河州的一个市镇。总面积347.439平方公里，总人口7273人，人口密度20.9人/平方公里。